# Кокорин, Анатолий Владимирович
Анато́лий Влади́мирович Коко́рин (13 августа 1908, Поречье, Смоленская губерния, Российская империя — 16 мая 1987, Москва, СССР) — русский и советский художник, график, мастер книжной иллюстрации, народный художник РСФСР (1979).
Известен, прежде всего, своими иллюстрациями детских сказок: Перро, Андерсена, Родари, Толстого («Золотой ключик»). Также иллюстрировал «Севастопольские рассказы» Льва Толстого. Из неопубликованных работ — иллюстрации к повести Гоголя «Рим».

## Биография
Будущий художник в детстве остался без родителей, вырос в приёмной семье. В юности его приёмная семья несколько лет прожила в Англии и Германии, поэтому художник знал оба иностранных языка, английский и немецкий.
Учился в Пермском художественном техникуме (1925—1928), в Москве во ВХУТЕИНе (1928—1932) у Сергея Герасимова, Дмитрия Моора, Льва Бруни.
Кокорин участвовал в Великой Отечественной войне в качестве художника студии имени Грекова. Во время войны посетил Венгрию, Румынию, Чехословакию, Австрию.
Умер в 1987 году в Москве. Похоронен на Кунцевском кладбище.